# 淺野敦子
淺野敦子（あさのあつこ，1954年9月14日—）是日本女性兒童文學作家。岡山縣英田郡美作町（現在的美作市）人，現在也住在美作市。淺野敦子已婚，育有三兒。
淺野敦子為了不與女演員淺野溫子（讀音相同）搞混，以平假名作為筆名。

## 經歷
淺野敦子從岡山縣立林野高等學校、青山學院大學文學部畢業。高校時代1篇、大学時代自信作1篇。畢業後、岡山市小学校擔任臨時教師2年。
1997年，淺野敦子以《野球少年》得到第35回野間兒童文藝獎，獲得不同年齡層讀者的廣大迴響。1999年，淺野敦子以『野球少年2』得到日本兒童文學者協會獎。2005年，淺野敦子以《野球少年》全6冊獲得小學館兒童出版文化獎。
淺野敦子是日本兒童文學者協會會員。此外，淺野敦子受到藤澤周平的吸引，也著有「彌勒之月」、「夜叉櫻」等時代小說。
2007年5月6日，淺野敦子在「平成教育委員會」首次登場。
近期，《野球少年》、《THE MANZAI》等作品決定拍攝成電影。
2011年，淺野敦子以『たまゆら』獲得島清戀愛文學獎。

## 主要作品
- 野球少年（バッテリー）
  - 角川文庫出版全6卷的文庫本，共計發行超過1000萬部的暢銷書。
  - 1997年第35回野間兒童文藝獎獲獎。
  - 由柚庭千景作畫的漫畫版在Asuka上連載，漫畫1－7卷由角川書店發行。
- ありふれた風景画
  - 文藝春秋出版。
- ほたる館物語
  - 1－3冊，由JIVE・Colorful文庫發行新書版，同出版社的Pureful文庫發行文庫版。
- 未來都市NO.6（NO.6）
  - 全9冊，講談社。由講談社文庫發行文庫版。
  - 中文版由皇冠出版社發行。
  - 已發行漫畫 2011出動畫
- ガールズ・ブルー
  - Poplar出版社出版。由文藝春秋・文春文庫發行文庫版。
- 相聲對對碰（THE MANZAI）
  - 1－5冊、講談社。由JIVE・Colorful文庫發行新書版，同出版社的Pureful文庫發行文庫版。
  - 由今井緋鶴改編為漫畫。中文版由東立出版。
- 福音の少年
  - 日本角川書店發行。
- 透明な旅路と
  - 講談社發行。
- ランナー
  - 幻冬舍發行。
- 地に埋もれて
  - 講談社發行。
- ラブ・レター
  - 新日本出版社發行。
- 時空ハンターYUKI
  - JIVE・Colorful文庫。
- 彌勒之月（弥勒の月）
  - 光文社發行。
- 夜叉櫻（夜叉桜）
  - 光文社發行。
- ピュアフル・アンソロジー 夏休み。
  - JIVE・Pureful文庫。短篇集。
  - 收錄包含淺野敦子在內的六位作家的短篇作品。
- 超能少女系列（テレパシー少女「蘭」事件ノートシリーズ）
  - 講談社・青鳥文庫。
  - 中文版由尖端出版社發行。
  - 漫畫版作畫為飯田俊嗣。
- ラスト・イニング
  - 角川書店。野球少年的續篇。
- 晩夏のプレイボール
  - 毎日新聞社。
- ぼくらの心霊スポット
  - ファンタジックミステリー館。
- おもしろい話が読みたい! 白虎編 少女蘭事件 蘭と桜と春爛漫
  - 講談社・青鳥文庫。
- あなたに贈る物語 坂道をのぼったら
  - 講談社・青鳥文庫。
- 12歳 -出会いの季節- 楓子と悠の物語
  - 講談社・青鳥文庫。
- 妖怪変化 京極堂トリビュート
  - 講談社・講談社ノベルス。
  - 收錄包含淺野敦子在內的數名作家作品。
- 復讐プランナー
  - 河出書房發行。
  - 「14歳の世渡り術」系列。